# Cooper Thompson
Cooper Thompson (ur. 20 lutego 1990) – amerykański lekkoatleta specjalizujący się w rzucie oszczepem.
W 2009 zdobył srebrny medal mistrzostw strefy NACAC dla zawodników do lat 23. 
Rekord życiowy: 77,19 (15 maja 2010, Berkeley). 

## Osiągnięcia
| Rok  | Impreza                       | Miejsce | Pozycja    | Wynik |
| ---- | ----------------------------- | ------- | ---------- | ----- |
| 2010 | Młodzieżowe mistrzostwa NACAC | Miramar | 2. miejsce | 69,52 |